# Військово-морський прапор

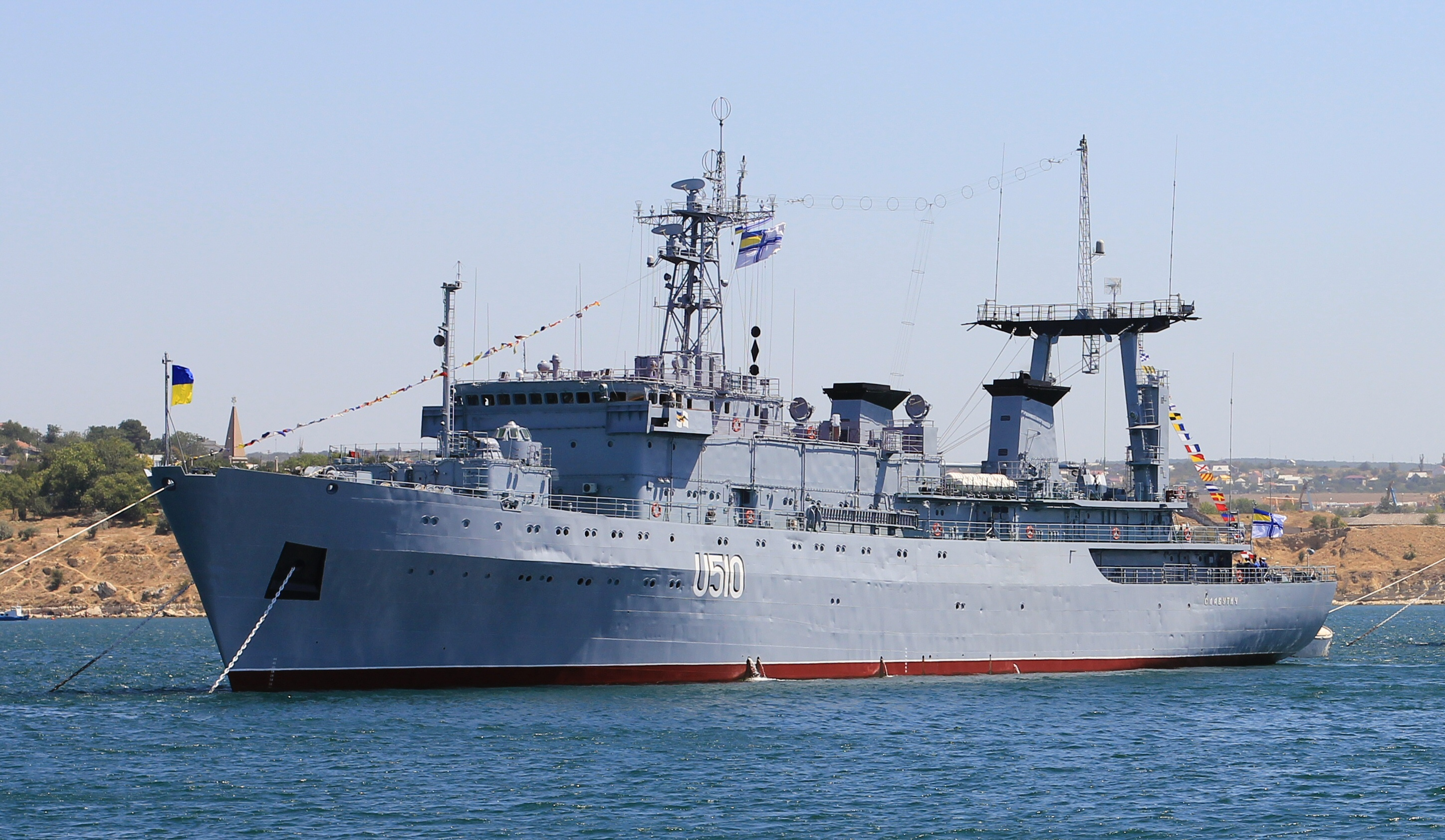
Український корабель управління "Славутич" (U510) у Севастопольській бухті в 2012 році Проект 1288.4. На носі український гюйс, а на кормі військово-морський прапор.

Військово-морський прапор — морський прапор, який піднімають на військових кораблях різних країн, щоб показати їхню національну приналежність. Він може бути таким самим або відрізнятися від цивільного морського або державного прапора.
Його також називають бойовим прапором. Військово-морський прапор великих розмірів, який піднімають на щоглі бойового корабля перед боєм, називається бойовий прапор. Прапор відрізняється від гюйса, який піднімають на гюйсштоці на носу судна.
Більшість країн використовують національний прапор також в якості військово-морського. У інших країнах існують сухопутні і військово-морські прапори, державні та цивільні. Наприклад, у Великій Британії, на суші використовують Юніон Джек, а також мають різні варіанти версії червоних та синіх прапорів для цивільного та державного використання, окрім військово-морського прапора (Білий Прапор). Деякі військово-морські прапори відрізняються від національних прапорів формою, наприклад Північні військово-морські прапори мають вигляд 'язиків'.

## Країни які мають особливі військово-морські прапори
Військово-морські прапори відрізняються від цивільних морських та національних прапорів:

Албанія
Алжир
Австралія
Австрія
Азербайджан
Багами
Бангладеш
Барабадос
Бельгія
Болівія
Бруней
Болгарія
Камбоджа
Канада
Китайська народна республіка
Колумбія
Хорватія
Данія
Єгипет
Естонія
Фіджі
Фінляндія
Франція
Грузія
Гана
Німеччина
Гренада
Гаяна
Гондурас
Угорщина
Ісландія
Індія
Ізраїль
Італія
Ямайка
Японія
Йорданія
Казахстан
Кенія
Латвія
Лівія
Литва
Малайзія
Маврикій
Чорногорія
Марокко
М'янма
Нова Зеландія
Нікарагуа
Нігерія
Норвегія
Оман
Пакистан
Папуа Нова Гвінея
Перу
Польща
Росія
Сент-Кіттс і Невіс
Саудівська Аравія
Сьєрра-Леоне
Сінгапур
Соломонові острови
Південна Африка
Шрі-Ланка
Судан
Швеція
Таїланд
Тонга
Тринідад і Тобаго
Україна
Велика Британія
Вануату
В'єтнам
Ємен